# Frits Warmolt Went
Frits Warmolt Went (18 mai 1903 - 1er mai 1990) est un biologiste néerlandais dont l'expérience de 1928 démontre l'existence de l'auxine dans les plantes.

## Biographie
Le père de Went est l'éminent botaniste néerlandais Frits Went. Après avoir obtenu son diplôme de l'Université d'Utrecht, aux Pays-Bas en 1927 avec une thèse sur les effets de l'auxine, une hormone végétale, Went travaille ensuite comme phytopathologiste dans les laboratoires de recherche du Jardin botanique royal de Buitenzorg, dans les Indes orientales néerlandaises (aujourd'hui Bogor, Indonésie) de 1927 à 1933. Il occupe ensuite un poste chez Caltech à Pasadena, en Californie où il fait d'abord des recherches sur les hormones végétales. Son intérêt se déplace progressivement vers les influences environnementales sur la croissance des plantes. À Caltech, il est parmi les premiers à démontrer l'importance des hormones dans la croissance et le développement des plantes. Il joue un rôle important dans le développement des hormones végétales synthétiques, qui deviennent ensuite la base d'une grande partie de l'industrie chimique agricole.
Frees est connu pour le modèle Cholodny-Went, du nom de Went et du scientifique soviétique Nikolai Cholodny.
Ils le proposent en 1937, après être parvenus indépendamment aux mêmes conclusions . Il s'agit d'un modèle ancien décrivant les propriétés phototropiques et gravitropiques des pousses émergentes de monocotylédones. Il propose que l'auxine, une hormone de croissance végétale, soit synthétisée dans la pointe du coléoptile, qui détecte la lumière ou la gravité et envoie l'auxine du côté approprié de la pousse. Cela provoque une croissance asymétrique d'un côté de la plante. En conséquence, la pousse de la plante commence à se plier vers une source de lumière ou vers la surface .
Financé par de généreux donateurs, Went construit une série de serres à Caltech dans lesquelles il peut faire varier les conditions d'éclairage, l'humidité, la température, la qualité de l'air et d'autres variables. En 1949, cela l'amène à construire un nouveau grand complexe de salles climatisées appelé le laboratoire de recherche sur les plantes d'Earhart, également connu sous le nom de " phytotron ". Ici, il produit des recherches fondamentales sur les effets de la pollution de l'air sur la croissance des plantes.
Dans son article de 1960 «Blue Haze in the Atmosphere», Went postule l'importance des composés organiques volatils biogènes émis par les forêts pour la formation de nouvelles particules atmosphériques qui a une grande influence dans le domaine de la chimie atmosphérique. La brume bleue est maintenant connue pour être principalement le résultat de la diffusion de la lumière sur les aérosols organiques secondaires, générée via la séparation des produits chimiques organiques volatils dans l'atmosphère après une oxydation successive et donc une réduction de la pression de vapeur.
En 1958, Went est nommé directeur du Jardin botanique du Missouri et professeur de botanique à l'Université Washington de Saint-Louis, à un point où il devient une autorité mondialement reconnue sur la croissance des plantes. Il part de Pasadena à St. Louis avec sa femme Catharina et leurs deux enfants, Hans et Anneka. Après l'ouverture du Climatron, la première serre à dôme géodésique au monde, la vision de Went d'un jardin botanique du Missouri renouvelé entre finalement en conflit avec celle de son conseil d'administration, et il démissionne de son poste de directeur en 1963. Après deux ans comme simple professeur de botanique à l'Université de Washington, il devient en 1965 directeur du Desert Research Institute de l'Université de Nevada-Reno, où il poursuit ses recherches sur les plantes du désert pour le reste de sa carrière, et donne à l'occasion des conférences. au Département de biologie de l'Université de Nevada-Reno. Il reste actif dans de nombreux domaines de la botanique jusqu'à sa mort en 1990.